# Buffalo burger

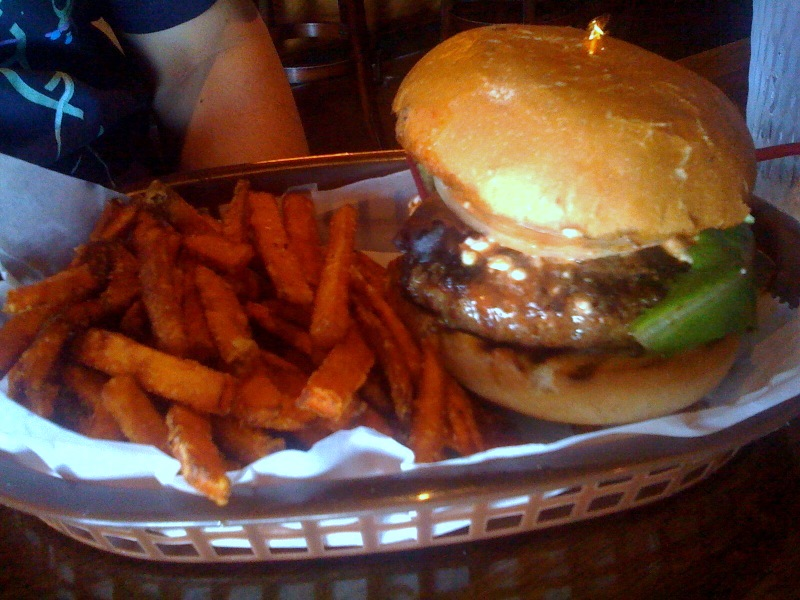
Una 'Buffalo burger' acompañado de unas patatas fritas.

Buffalo burger es una hamburguesa elaborada con la carne del bisonte americano. Los conocedores de las hamburguesas dicen que las buffalo burgers poseen los sabores auténticos de las hamburguesas de los comienzos.

## Características
El autor Dan O'Brien menciona que la carne de bisonte es dulce y tierna, poseyendo un sabor característico. Este investigador menciona que la hamburguesa debe ser preparada con sumo cuidado, como si de pescado fresco se tratara. La revista Women's Health describe que el sabor de esta hamburguesa es indistinguible si se compara con las hamburguesas de carne de vacuno, aunque menciona que el 'toque' es ligeramente más dulce y tierno. Este tipo de hamburguesas es de precio superior a las normales de carne de vacuno. El restaurante Sayersbrook Bison Ranch reclama haber estado en el negocio de las hamburguesas de carne de bisonte antes que cualquier otro. Su menú incluye buffalo burgers. Marcus Samuelsson, la persona que supervisó a Barack Obama en su primera cena de estado, contribuyó a la elaboración de una buffalo burger ofrecida a la The Associated Press' mencionando como una de las 20 hamburguesas de las series veraniegas.

## Salud
Se menciona que las buffalo burgers poseen menos colesterol que las realizadas con carne de vacuno, poseen menos grasa y menos calorías. La asociación americana del corazón (American Heart Association) recomienda este tipo de hamburguesas debido a que no posee hormonas o antibióticos. La hamburguesa posee un alto contenido de proteínas y de nutrientes, zinc, y vitamina B12. Las buffalo burgers son por regla general más sanas debido a que los bisontes al estar al aire libre con gran movilidad, almacenan menos grasas. Una ración de 3 onzas posee cerca de 93 calorías y 1.8 gramos de grasa comparadas con las 183 calorías de una hamburguesa de carne de vacuno.